# Причард, Элейн
Элейн Причард (англ. Elaine Pritchard; девичья фамилия — Сондерс; 7 января 1926 — 7 января 2012) — английская шахматистка, международный мастер (1957) среди женщин.
На зональном турнире в Венеции (1957) — 2—3-е места, но в турнире претенденток (1959) не играла. В составе сборной Англии участница 5-и олимпиад (1957, 1972—1978). На олимпиаде 1976 года команда Англии заняла 2-е место.

## Изменения рейтинга
| Графики недоступны из-за технических проблем. См. информацию на Фабрикаторе и на mediawiki.org. |